# Toini Pöysti
Toini Pöysti (n. 1 iulie 1933, Ahlainen⁠(d), Turku and Pori Province⁠(d), Finlanda – d. 9 mai 2024) a fost o schioară de fond ce a reprezentat Finlanda, medaliată olimpică. A participat la 2 ediții ale Jocurilor Olimpice (1960, 1964) în care a câștigat o medalie de bronz.